# Platja del Prat de Vilanova
La platja del Prat de Vilanova, o platja d'Ibersol, és una platja urbana situada a l'extrem més meridional del municipi de Vilanova i la Geltrú (Garraf), davant del barri del Prat de Vilanova. Limita a llevant amb la platja Llarga de Vilanova, a l'alçada del carrer de la Nansa, i a ponent amb la platja Llarga de Cubelles, en el límit de terme municipal, on desemboca el torrent de Santa Maria. Orientada al sud-sud-est, té una longitud de 500 metres i una amplada mitjana de 40 metres, formada per sorra fina, amb un pendent d'entrada a l'aigua suau. Uns espigons exempts, paral·lels a la platja, la protegeixen.
A l'estiu disposa de passarel·les accessibles a persones amb mobilitat reduïda en tots els accessos de la platja, dutxes i rentapeus en totes les entrades de la platja, servei de vigilància, salvament i socorrisme, pistes esportives de vòlei platja, futbol/handbol platja, servei de neteja de platges, lavabos gratuïts públics, guinguetes amb terrassa i servei de lloguer d'hamaques.
Està guardonada amb la Bandera Blava, que reconeix internacionalment la qualitat de l'aigua i serveis. L'Agència Catalana de l'Aigua efectua un control setmanal de la qualitat de l'aigua, durant la temporada de bany, amb el resultat d'excel·lent. Està adherida a la destinació Costa de Barcelona, certificada per Biosphere des del 2017.

## Toponímia
La platja formava part de l'espai litoral Platja Llarga, que abastava part del litoral de Cubelles i de Vilanova i la Geltrú, fins que el 1965 es construí la 'Urbanización Ibersol', i aquest sector de platja agafà el nom de platja d'Ibersol. El 1994, la urbanització canvià el nom per barri del Prat de Vilanova, canviant també el nom de la platja.